# Kuupik Kleist
Kuupik Kleist (ur. 31 marca 1958 w Qullissat) – grenlandzki polityk, lider partii Wspólnota Ludzka (Inuit Ataqatigiit) od 2008 do 2014. Premier Grenlandii od 12 czerwca 2009 do 5 kwietnia 2013.

## Życiorys
Kuupik Kleist w latach 1966–1972 uczęszczał do szkoły podstawowej w rodzinnej miejscowości Qullissat. W latach 1972–1975 kształcił się w szkole średniej w Sisimiut, a od 1975 do 1978 w gimnazjum Birkerød Statsskole w Birkerød w Danii. W 1983 ukończył nauki społeczne na Uniwersytecie Roskilde (RUC) w Roskilde.
W latach 1988–1991 Kleist był dyrektorem kursów dziennikarskich w Nuuk. Od 1991 do 1995 zajmował stanowisko ministra robót publicznych i transportu w rządzie premiera Larsa Emila Johansena. W latach 1996–1999 był dyrektorem Biura Spraw Zagranicznych grenlandzkiego rządu. Od 2000 do 2001 pełnił funkcję sekretarza Komisji Rządów Wewnętrznych.
Kuupik Kleist w latach 1995–1996 oraz ponownie od 2002 jest członkiem Landstingu, parlamentu Grenlandii, z ramienia skrajnie lewicowej partii Inuit Ataqatigiit (Wspólnota Ludzka). Od 20 listopada 2001 do 13 listopada 2007 zasiadał w Folketingecie, duńskim parlamencie jako jeden z dwóch grenlandzkich deputowanych. W latach 1995–1997 był członkiem komitetu wykonawczego Inuit Circumpolar Council (Inuicka Rada Polarna), pozarządowej organizacji zrzeszającej ludność inuicką z regionu Arktyki. W latach 1999–2001 wchodził w skład zarządu firmy Tele Greenland A/S oraz firmy nagraniowej ULO.
W 2008 Kuupik Kleist został wybrany nowym przewodniczącym Wspólnoty Ludzkiej, zastępując na stanowisku Josefa Motzfeldta. Pod jego przywództwem opozycyjna IA wygrała wcześniejsze wybory parlamentarne 2 czerwca 2009. W wyborach tych, rozpisanych pół roku przed terminem, IA zdobyła 44% głosów poparcia, pokonując rządzącą partię Siumut premiera Hansa Enoksena. Po ogłoszeniu wyników, Kuupik Klesit, stwierdził, że Grenlandia zasługuje na zmiany i „wprowadzi kraj w nową epokę”.
10 czerwca 2009 Kleist przedstawił skład swojego gabinetu, w którym oprócz stanowiska premiera objął również resort spraw zagranicznych. Wspólnota Ludzka utworzyła koalicję z partią Demokratów i Kattusseqatigiit. W nowym rządzie znalazło się pięciu mężczyzn i cztery kobiety. 12 czerwca 2009 nowy gabinet został zatwierdzony przez parlament. 21 czerwca 2009 weszła w życie poszerzona autonomia wyspy, za którą mieszkańcy opowiedzieli się w referendum w listopadzie 2008. W uroczystościach wzięła udział królowa Małgorzata II oraz premier Danii Lars Løkke Rasmussen.